# Герб Мічоакану
Ескудо Мічоакан — герб мексиканського штату Мічоакан-де-Окампо.

## Опис
Щит розтято та перетято.
У першому червоному чвертьполі, що символізує силу, перемогу, сміливість, золота кінна статуя Д. Хосе Ма. Морелос і Павон, найбільшого лідера боротьби за незалежність. Золото в геральдиці символізує благородство, багатство, силу, світло, наполегливість і мудрість. Кінь, символ агресивності на війні, стрімкості, легкості, імперії та командності. Цей пам'ятник був урочисто відкритий в Морелії 2 травня 1913 року Де. Мігель Сільва.
У другому червоному чвертьполі три корінні королівські корони в золоті, що символізують три володарства, на які був поділений Мічоакан до завоювання. Коли Таріакурі помер, він розділив своє правління на три володіння, які розподілив між своїм сином Хікінгаре, якому відповідав Пацкуаро, і своїми племінниками Тангаксоаном і Хірепаном, яким відповідав уряд Цінцунцана та Іхуаціо відповідно. Кожна корона має медальйон із відмітним кольором кожного володіння.
У третьому золотому чвертьполі на передньому плані та в природних кольорах, пряма зубчаста шестерня, що означає гармонійний союз зусиль у підйомі прогресу. На задньому плані будівля доменних печей із морем на задньому плані, що наводить на думку про величезну сталеливарну та промислову панораму Мічоакана.
У четвертому золотому чвертьполі у природних кольорах на передньому плані та на зеленій терасі відкрита книга — джерело культури — на задньому плані архітектурна будівля університету Тіріпетіо, який вважається першим університетом американського континенту, заснований у 1540 році Фрей Алонсо де ла Веракрус, Фрей Дієго Чавес і Альварадо та Фрей Хуан де Сан Рамон, попередник нинішнього Мічоаканського університету Сан-Ніколас-де-Ідальго, торгового центру національної інтелектуальності.
Герб має блакитну облямівку, яка уособлює справедливість, ревність, правду, вірність, милосердя, красу, а тут — бездонне небо Мічоакану і прозорість його річок, озер і морів; на цій облямівці — шістнадцять срібних зірок.

### Девіз
«La lucha por la nación llegará a consolidar un estado más fuerte, la soberanía regida por las leyes legislativas, ejecutivas y judiciales, de los pueblos indígenas nuestra fortaleza» — «Боротьба за націю зміцнить сильнішу державу, суверенітет, який регулюється законодавчими, виконавчими та судовими законами, корінні народи — наша сила».
Свободу успадкуємо, соціальну справедливість залишимо
Синтез ідеалів, досягнень і прагнень Мічоакана. Його прикрашають в природних кольорах пальмова гілка — переможний меч — і фруктовий лавр — добра слава і нетлінна перемога. Золото та червоні кольори, на додаток до їхнього внутрішнього значення, використовувалися для увічнення прапора благородної та відданої Морелії та її видатного засновника Д. Антоніо де Мендоса.